# Función de Dirichlet
En matemática, la función de Dirichlet, llamada así en honor al matemático alemán Peter Gustav Lejeune Dirichlet, es una función matemática especial, que tiene la peculiaridad de no ser continua en ningún punto de su dominio.

## Definición
| Si {\displaystyle c,d\in \mathbb {R} ,\,c\neq d}, se define la función de Dirichlet como: {\displaystyle D(x)={\begin{cases}c&{\text{si }}x\in \mathbb {Q} \\d&{\text{si }}x\in \mathbb {R} \setminus \mathbb {Q} \\\end{cases}}} |

Usualmente se toman los valores {\displaystyle c=1} y {\displaystyle d=0}.

## Propiedades
- La función de Dirichlet es discontinua en todo punto de su dominio.

| Demostración |
| Para probar que {\displaystyle D} no es continua en un punto {\displaystyle x\in \mathbb {R} }, necesitamos ver que {\displaystyle \exists \varepsilon >0:\forall \delta >0,\,\exists y\in ]x-\delta ,x+\delta [} tal que {\displaystyle \vert D(x)-D(y)\vert \geq \varepsilon }. - Si {\displaystyle x\in \mathbb {Q} }, entonces {\displaystyle D(x)=1}. Podemos tomar {\displaystyle \varepsilon ={\frac {1}{2}}}. Como los irracionales son densos en {\displaystyle \mathbb {R} }, no importa qué {\displaystyle \delta } tomemos, podemos asegurar la existencia de un {\displaystyle y\in ]x-\delta ,x+\delta [\cap (\mathbb {R} \setminus \mathbb {Q} )} tal que {\displaystyle \vert D(x)-D(y)\vert =\vert 1-0\vert =1\geq \varepsilon }. - Si {\displaystyle x\in \mathbb {R} \setminus \mathbb {Q} }, entonces {\displaystyle D(x)=0}. Podemos tomar de nuevo {\displaystyle \varepsilon ={\frac {1}{2}}}. Como los racionales son densos en {\displaystyle \mathbb {R} }, no importa qué {\displaystyle \delta } tomemos, podemos asegurar la existencia de un {\displaystyle y\in ]x-\delta ,x+\delta [\cap (\mathbb {Q} )} tal que {\displaystyle \vert D(x)-D(y)\vert =\vert 0-1\vert =1\geq \varepsilon }. |

- Analíticamente, la función de Dirichlet se puede representar como el límite doble de una sucesión de funciones: {\displaystyle D(x)=\lim _{k\to \infty }\left(\lim _{j\to \infty }\left(\cos(k!\pi x)^{2j}\right)\right)}.
- La función de Dirichlet es periódica, ya que {\displaystyle D(x+q)=D(x)\quad \forall x\in \mathbb {R} ,\forall q\in \mathbb {Q} }. Esta función, por tanto, es un ejemplo de una función periódica no constante cuyo conjunto de periodos es denso en {\displaystyle \mathbb {R} } (los racionales).